# دوني فورمان
دوني فورمان (بالإنجليزية: Donnie Forman)‏ مواليد 7 يناير 1926، هو لاعب كرة سلة أمريكي سابق. بدأ مسيرته الاحترافية في سنة 1948. يبلغ طوله 5 قدم 10 بوصة (1.8 م). لعب مع لوس أنجلوس ليكرز في الرابطة الوطنية لكرة السلة. اعتزل اللعب في 1949.

## روابط خارجية
- دوني فورمان على موقع إن بي أي (الإنجليزية)
- دوني فورمان على موقع سبورتس رفرنس (الإنجليزية)
- دوني فورمان على موقع كلية كرة السلة في سبورتس رفرنس.كوم (الإنجليزية)
- دوني فورمان على موقع ريلجم (الإنجليزية)
- دوني فورمان على موقع بروبوليرز (الإنجليزية)